# Ан, Филип
Пил Лил Ан (англ. Pil Lip Ahn, кор. 안필립/安必立; 29 марта 1905 — 28 февраля 1978) — корейский, американский актёр. Первый азиатский актёр, который получил звезду на голливудской «Аллее славы».

## Биография
Филип Ан родился 29 марта 1905 года в Лос-Анджелесе, в районе Хайленд-Парк. Его родители эмигрировали в США в 1902 году, и стали первыми корейскими супругами, которых допустили в Соединенные Штаты. Его мать Нелен Ли была второй корейской женщиной в стране. А отец Ан Чханхо был педагогом и деятелей движения за независимость Кореи от японского империализма в колониальный период. Считается, что Филип Ан является первым гражданином Америки, рождённым в США, чьи родители являются корейцами.
Ещё учась в средней школе Ан он посетил показ фильма Багдадский вор, где он познакомился с Дугласом Фэрбенксом, и тот предложил ему небольшую роль в кино. Однако его мать сказала : «Мой сын никогда не будет путаться с этими ужасными людьми».
В 1923 году Ан окончил школу и пошёл собирать рис на полях в округе Колузы, Калифорния. Земля принадлежала Хынсадан (Hung Sa Dan, or Young Korean Academy / Молодая корейская академия) — это независимое корейское движение, которое обучало корейцев преуспеть в делах и стать лидерами в своей стране, которая была освобождена от японских правил. Так как корейцы не могли иметь свои земли в Калифорнии, Академия отдавала земли в собственность отца Филипа. Из-за сильных дождей зёрна риса были повреждены и Досан Ан оказался в долгах. Поэтому Филип устроился оператором лифта в Лос-Анджелесе, чтобы помочь своей семье и выплатить долги.
Только в 1934 году смог обучаться в Университете Южной Калифорнии. Когда Филип изъявил желание стать актёром, его отец сказал ему: «Если ты действительно хочешь стать актёром, то ты должен быть лучшим актёром». И тогда Ан стал посещать курсы кинематографии. Тогда, ещё будучи студентом Ан ездил по западу Соединённый штатов, с театром «Мы весело едем вперед».
Ан был президентом президентом космополитического клуба в университете, был представителем его комитета по международным отношениям, и был помощником декана и его советником по иностранным делам. Он организовывал посещения иностранными сановниками Принцессы Китая Дер Линг, индийского журналиста Чамана Лала, и археолога-исследователя Роберта Б. Стейси-Джадда. После окончания второго курса Ану предложили работать полный рабочий день.

## Карьера
Первым фильмом Филипа Ана стал «Ночной крик» (1935 г.). В 1936 году он появился в звуковой картине Бинга Кросби «Чтобы не случилось». Хотя продюсер картины Льюис Майлстоун первоначально отклонил его кандидатуру, потому что английский Ана был слишком хорош. Его следующие роли вышли в 1936 году «Смерть генерала на рассвете» и «Безбилетник», где вместе с ним снималась Ширли Темпл, Дале последовали главная роль в фильме «Дочь Шанхая» вместе с Анной Мэй Вонг (1937 г.), «Король китайского квартала» (1939 г.).
Во время Второй мировой войны Ан часто играл злодеев-японцев в военных фильмах. По ошибке он решил, что чтобы стать настоящим японским злодеем нужно нужно несколько раз побывать на волосок от смерти. Он записался в Армию Соединенных Штатов, он служил как конферансье в специальных услугах. Но рано ушёл из армии из-за травмы лодыжки и вернулся в кино.
Ан появляется фильмах «Любовь — самая великолепная вещь на свете» (1955 г.), «Вокруг света за 80 дней», «Рай в гавайском стиле», с Элвисом Пресли «Весьма современная Милли». Он добился того, чтобы играть характерные роли в корейских военных фильмах, типа «Арена боя» и «Боевой гимн».
В 1968 году Филип Ан совместно с Объединёнными организациями обслуживания ездил по Вьетнаму и посещал американские и корейские войска в Южном Вьетнаме. В 1976 году Ан роль корейского отца в сериале «Чертова служба в госпитале Мэш», серия Айовец (4 сезон, 18 серия), старика в серии Изгнание нечистой силы (5 сезон, 12 серия), и портного в серии День измены (6 сезон, 8 серия).
Последняя главная роль Ана была роль Мастера Кана в фильме «Кунг-фу». Ан чувствовал, что проповеди Таоисма не противоречат его собственному вероисповеданию и религиозной философии.

## Семья
Ан был активистом в корейской общине Лос-Анджелеса, он хотел сделать Пусан городом-побратимом Лос-Анджелеса. Он так же помог установить «Корейский колокол дружбы» в городе Сан-Педро, Лос-Анджелес. Этот Колокол был показан во многих фильмах. Также был почетным мэром города Парамаунт в течение двадцати лет.
Он хотел похоронить своих родителей вместе в Сеуле. После смерти, его отец был похоронен далеко от города, потому что японцы не придавали значения его работе за независимость страны. Мать Филипа умерла в Калифорнии, и они с мужем не видели друг друга с тех пор как Досан вернулся в Корею в 1926 году, перед рождением их младшего сына. Работая с корейским правительством, Филип Ан помог создать парк, памяти его отца, и тогда он смог похоронить там своих родителей.
Младший брат Филипа Филсон Ан тоже стал актёром, но не стал таким известным как его старший брат. Он был известен по роли принца Таллена в фильме Бак Роджерс.
Сестра Ана, Сьюзен, была первой женщиной-артиллеристом в Военно-Морском Флоте Соединенных Штатов, в конечном итоге поднявшись до звания лейтенанта и работая как на военно-морскую разведку, так и на молодое Агентство национальной безопасности.
В 1950-х г. Филип, вместе со своей сестрой Сурэй (Soorah Ahn) открыл китайский ресторан «Ресторан Мунгейт Фила Ана» (Phil Ahn’s Moongate Restaurant). Он был одним из первых китайских ресторанов в Сан-Фернандо, и проработал более тридцати лет, прежде чем он закрылся навсегда.
Филип никогда не был женат, и у него не было детей.

## Смерть
Филип Ан умер 28 февраля 1978 года после хирургической операции, по другим данным от пневмонии.

## Фильмография

### Кино
| Фильмы | Фильмы                                        | Фильмы                           | Фильмы                               |
| Год    | Русское название                              | Оригинальное название            | Роль                                 |
| ------ | --------------------------------------------- | -------------------------------- | ------------------------------------ |
| 1934   | Желательно                                    | Desirable                        | Chinese Waiter                       |
| 1935   | Шанхай                                        | Shanghai                         | Servant                              |
| 1935   | Ночной крик                                   | A Scream in the Night            | Wu Ting                              |
| 1936   | Кто-то идет                                   | Anything Goes                    | Ling                                 |
| 1936   | Энни с Колондайка                             | Klondike Annie                   | Wing                                 |
| 1936   | Смерть генерала на рассвете                   | The General Died at Dawn         | Oxford                               |
| 1936   | Безбилетник                                   | Stowaway                         | Sun Lo                               |
| 1936   | Поддельная дама                               | Counterfeit Lady                 | Maine                                |
| 1937   | Благословенная земля                          | The Good Earth                   | Captain in revolutionary army        |
| 1937   | Есть, о чём петь                              | Something to Sing About          | Ito                                  |
| 1937   | Дочь Шанхая                                   | Daughter of Shanghai             | Kim Lee                              |
| 1937   | Спасибо, мистер Мото                          | Thank You, Mr. Moto              | Prince Chung                         |
| 1937   | Думай быстро, мистер Мото                     | Think Fast, Mr. Moto             | Switchboard operator                 |
| 1937   | Я обещаю заплатить                            | I Promise to Pay                 | Taka                                 |
| 1937   | Китайский проход                              | China Passage                    | Dr. Fang Tu                          |
| 1937   | Плачущее дерево                               | Roaring Timber                   | 'Crooner'                            |
| 1937   | Поездка Текса с бойскаутами                   | Tex Rides with the Boy Scouts    | Sing Fung, Laundry Man               |
| 1938   | Чарли Чан в Гонолулу                          | Charlie Chan in Honolulu         | Wing Foo, Charlie’s Son-in-Law       |
| 1938   | Гавайский запрос                              | Hawaii Calls                     | Julius                               |
| 1938   | Красный Барри                                 | Red Barry                        | Hong Kong Cholly                     |
| 1939   | Король китайского квартала                    | King of Chinatown                | Robert 'Bob' Li                      |
| 1939   | Баррикада                                     | Barricade                        | Col. Wai Kang                        |
| 1939   | Остров потерянных людей                       | Island of Lost Men               | Sam Ring                             |
| 1939   | К Северу от Шанхая                            | North of Shanghai                | Chinese Doctor                       |
| 1939   | Панамский патруль                             | Panama Patrol                    | Suri                                 |
| 1939   | Спорный проход                                | Disputed Passage                 | Dr. Fung                             |
| 1941   | Мы встретились в Бомбее                       | They Met in Bombay               | Japanese Officer                     |
| 1941   | Проход из Гонконга                            | Passage from Hong Kong           | Steamship Official                   |
| 1942   | Давайде вести себя жестоко!                   | Let’s Get Tough!                 | Joe Matsui                           |
| 1942   | Китаянка                                      | China Girl                       | Dr. Kai Young                        |
| 1942   | Хиппи из Таити                                | The Tuttles of Tahiti            | Emily’s Servant                      |
| 1942   | Через океан                                   | Across the Pacific               | Man in theatre                       |
| 1942   | На судне                                      | Ship Ahoy                        | Koro Sumo                            |
| 1942   | Янки по дороге в Бирму                        | A Yank on the Burma Road         | Dr. Franklin Ling                    |
| 1942   | Подводный налетчик                            | Submarine Raider                 | 1st Officer Kawakami                 |
| 1943   | Удивительная миссис Холлидэй                  | The Amazing Mrs. Holliday        | Major Ching                          |
| 1943   | Меня накрыли                                  | They Got Me Covered              | Nichimuro                            |
| 1943   | Береговая охрана Дона Уинслоу                 | Don Winslow of the Coast Guard   | Hirota                               |
| 1943   | Китай                                         | China                            | Lin Cho                              |
| 1943   | Позади восходящего солнца                     | Behind the Rising Sun            | Japanese Officer Murdering Takahashi |
| 1943   | Человек из Новой Зеландии                     | The Man from Down Under          | English-Speaking Japanese Aviator    |
| 1943   | Во всем мире                                  | Around the World                 | Foo                                  |
| 1943   | Барабаны фу-манчу                             | Drums of Fu Manchu               | Dr. Chang                            |
| 1943   | Седьмое декабря                               | December 7th                     | Shinto Priest                        |
| 1944   | История доктора Уоссела                       | The Story of Dr. Wassell         | Ping                                 |
| 1944   | Ключи от царства небесного                    | The Keys of the Kingdom          | Mr. Pao, envoy for Mr. Chia          |
| 1944   | Пурпурное сердце                              | The Purple Heart                 | Saburo Goto                          |
| 1944   | Потомство дракона                             | Dragon Seed                      | Leader of City People                |
| 1945   | Вечно твоя                                    | Forever Yours                    |                                      |
| 1945   | Бог — мой второй пилот                        | God Is My Co-Pilot               | Hong Kong Radio Announcer            |
| 1945   | Кровь на солнце                               | Blood on the Sun                 | Secret Police Captain Yomamoto       |
| 1945   | Они были незаменимыми                         | They Were Expendable             | Army orderly                         |
| 1945   | Предательство с Востока                       | Betrayal from the East           | Kato                                 |
| 1945   | Небо Китая                                    | China Sky                        | Dr. Kim                              |
| 1945   | Китайские маленькие дьяволы                   | China’s Little Devils            | Farmer                               |
| 1945   | Возвращение на Батаан                         | Back to Bataan                   | Col. Coroki                          |
| 1947   | Сингапур                                      | Singapore                        | Jimmy, Bartender                     |
| 1947   | Китайское кольцо                              | The Chinese Ring                 | Capt. Kong                           |
| 1947   | Интрига                                       | Intrigue                         | Louie Chin                           |
| 1948   | Сайгон                                        | Saigon                           | Boss Merchant                        |
| 1948   | Женщины в ночи                                | Women in the Night               | Professor Kunioshi                   |
| 1948   | Чудо колокола                                 | The Miracle of the Bells         | Ming Gow                             |
| 1948   | Выпад кобры                                   | The Cobra Strikes                | Kasim, Houseboy                      |
| 1948   | Побег                                         | The Creeper                      | Ah Wong                              |
| 1948   | Подразделение преступников                    | Rogues' Regiment                 | Tran Duy Gian                        |
| 1949   | Девушка, которая завоевала Запад              | The Gal Who Took the West        | Guest                                |
| 1949   | Досье-649                                     | State Department: File 649       | Col. Aram                            |
| 1949   | Китайское предприятие Бостонского чернокожего | Boston Blackie’s Chinese Venture | Wong Chung Shee                      |
| 1949   | Воздействие                                   | Impact                           | Ah Sing                              |
| 1949   | Серп и крест                                  | The Sickle or the Cross          | Chinese Official                     |
| 1950   | Большое похмелье                              | The Big Hangover                 | Dr. Lee                              |
| 1950   | Дворцы Монтесумы                              | Halls of Montezuma               | Nomura                               |
| 1951   | Я был американским шпионом                    | I Was an American Spy            | Capt. Arito                          |
| 1951   | Китайский корсар                              | China Corsair                    | Wong San                             |
| 1951   | Тайны Монте Карло                             | Secrets of Monte Carlo           | Wong                                 |
| 1952   | Японская невеста войны                        | Japanese War Bride               | Eitaro Shimizu                       |
| 1952   | Макао                                         | Macao                            | Itzumi                               |
| 1952   | Красный снег                                  | Red Snow                         | Taglu, the spy                       |
| 1952   | Зона сражения                                 | Battle Zone                      | South Korean guerrilla leader        |
| 1953   | Преступная планета                            | Planet Outlaws                   | Prince Tallen of Saturn              |
| 1953   | Арена боя                                     | Battle Circus                    | Korean prisoner                      |
| 1953   | Мятежный дух Кракатау                         | Fair Wind to Java                | Gusti                                |
| 1953   | Китайское предприятие                         | China Venture                    | Adm. Amara                           |
| 1953   | Цель Гонконга                                 | Target Hong Kong                 | Sin How                              |
| 1954   | Хозяин острова О’Киф                          | His Majesty O’Keefe              | Sien Tang, Dentist                   |
| 1954   | Половина акра Ада                             | Hell’s Half Acre                 | Роджер Конг                          |
| 1954   | Шанхайская история                            | The Shanghai Story               | майор Лин Ву                         |
| 1955   | Прыжок в ад                                   | Jump Into Hell                   | Chinese Lieutenant — Prisoner of War |
| 1955   | Любовь — самая великолепная вещь на свете     | Love Is a Many-Splendored Thing  | Third Uncle                          |
| 1955   | Левая рука Бога                               | The Left Hand of God             | Jan Teng                             |
| 1956   | Вокруг Света за 80 дней                       | Around the World in Eighty Days  | житель Гонконга                      |
| 1957   | Боевой гимн                                   | Battle Hymn                      | Old Man, Lun-Wa                      |
| 1957   | Путь к золоту                                 | The Way to the Gold              | Mr. Ding, cafe owner                 |
| 1958   | Конфиденциальный Гонконг                      | Hong Kong Confidential           | Тан Чунг                             |
| 1959   | Вчерашний враг                                | Yesterday’s Enemy                | Ямазуки                              |
| 1959   | Так мало никогда                              | Never So Few                     | Nautaung                             |
| 1961   | Великий самозванец                            | The Great Impostor               | Capt. Hun Kin, Korean Army           |
| 1961   | Одноглазые валеты                             | One-Eyed Jacks                   | Uncle                                |
| 1962   | Исповедь курильщика опиума                    | Confessions of an Opium Eater    | Чинг Фун                             |
| 1962   | Девушка по имени Тамико                       | A Girl Named Tamiko              | Акиба                                |
| 1963   | Алмазная голова                               | Diamond Head                     | мистер Иммакона                      |
| 1963   | Шоковый коридор                               | Shock Corridor                   | доктор Фонг                          |
| 1966   | Рай в гавайском стиле                         | Paradise, Hawaiian Style         | Moki Kaimana                         |
| 1967   | Карате-убийцы                                 | The Karate Killers               | Sazami Kyushu                        |
| 1967   | Весьма современная Милли                      | Thoroughly Modern Millie         | Tea                                  |
| 1973   | Чайка по имени Джонатан Ливингстон            | Jonathan Livingston Seagull      | Chang                                |
| 1973   | Великий атлет                                 | The World’s Greatest Athlete     | Old Chinaman                         |
| 1975   | Кодовская битва                               | Voodoo Heartbeat                 | Мао Цзэдун                           |
| 1977   | Последний контракт                            | Portrait of a Hitman             | Wong                                 |

### Сериалы
| Сериалы   | Сериалы                         | Сериалы                            | Сериалы                         |
| Год       | Русское название                | Оригинальное название              | Роль                            |
| --------- | ------------------------------- | ---------------------------------- | ------------------------------- |
| 1943      | Приключения Джека Смайлина      | The Adventures of Smilin' Jack     | Wu Tan                          |
| 1951-1959 | Театр звезд Шлица               | Schlitz Playhouse of Stars         |                                 |
| 1951-1959 | Облава                          | Dragnet                            | Gerald Quon                     |
| 1952-1956 | Театр «Четыре звезды»           | Four Star Playhouse                | Capt. Shu Gat                   |
| 1953-1962 | Театр «Дженерал Электрик»       | General Electric Theater           | Rahm Sing                       |
| 1954-1990 | Диснейленд (сериал)             | Disneyland                         |                                 |
| 1954-1959 | Приключения Рин Тин Тина        | The Adventures of Rin Tin Tin      | Hop Sing                        |
| 1955-1957 | Перекрестки                     | Crossroads                         | Ah Hiu                          |
| 1957-1963 | Есть оружие — будут путешествия | Have Gun — Will Travel             | Hoo Yee                         |
| 1957-1966 | Перри Мейсон                    | Perry Mason                        | James Wong                      |
| 1957-1958 | Новые приключения Чарли Чана    | The New Adventures of Charlie Chan | Mr. Kim                         |
| 1958-1961 | Разыскивается живым или мёртвым | Wanted: Dead or Alive              | Tom Wing                        |
| 1958-1962 | Судебный исполнитель            | Lawman                             | Wong — Leader of Chinese Miners |
| 1959-1961 | Шаг за грань                    | Alcoa Presents: One Step Beyond    | Song                            |
| 1959-1973 | Бонанза                         | Bonanza                            | Dr. Kam Lee                     |
| 1959-1973 | Бунтарь                         | The Rebel                          | Quong Lee                       |
| 1959-1962 | Райские приключения             | Adventures in Paradise             | Ling                            |
| 1959-1963 | Гавайский глаз                  | Hawaiian Eye                       | Li                              |
| 1960-1972 | Три моих сына                   | My Three Sons                      | Uncle George Wong               |
| 1964-1965 | Жулики                          | The Rogues                         | Magician                        |
| 1964-1968 | Человек от Д. Я. Д. И.          | The Man from U.N.C.L.E.            | Dr. Sazami Kyushu               |
| 1965-1969 | Большая долина                  | The Big Valley                     | Chen Yu                         |
| 1965-1968 | Я шпионю                        | I Spy                              | Charlie Han                     |
| 1965-1969 | Дикий дикий запад               | The Wild Wild West                 | Quong Chu                       |
| 1966-1967 | Временное пространство          | The Time Tunnel                    | Dr. Nakamura                    |
| 1966-1967 | Девушка от Д. Я. Д. И.          | The Girl from U.N.C.L.E.           | Wu                              |
| 1966-1973 | Миссия невыполнима              | Mission: Impossible                | Dr. Liu                         |
| 1967-1975 | Железная сторона                | Ironside                           | Nam Feng                        |
| 1967-1975 | Менникс                         | Mannix                             | Mr. Rhee                        |
| 1968-1970 | Требуется вор                   | It Takes a Thief                   | Owner                           |
| 1968-1980 | Отдел 5-O                       | Hawaii Five-O                      | Attorney General                |
| 1969-1974 | Любовь по-американски           | Love, American Style               | Chow Lee                        |
| 1972-1977 | Санфорд и сын                   | Sanford and Son                    | Chinese Man                     |
| 1972-1977 | Улицы Сан Франциско             | The Streets of San Francisco       | Mr. Wu                          |
| 1972-1983 | Чертова служба в госпитале Мэш  | M*A*S*H                            | Korean Grandfather              |
| 1972-1975 | Кунг-фу                         | Kung Fu                            | Master Kan                      |
| 1973-1974 | Чародей                         | The Magician                       | Chao Liu                        |
| 1974-1978 | Женщина-полицейский             | Police Woman                       | Mr. Won                         |
| 1975-1979 | Чудо-женщина                    | Wonder Woman                       | Col Minh                        |

### Телефильмы
| Телевидение | Телевидение                      | Телевидение                                         | Телевидение       |
| Год         | Русское название                 | Оригинальное название                               | Роль              |
| ----------- | -------------------------------- | --------------------------------------------------- | ----------------- |
| 1968        | Гавайи 5-О: Кокон                | Hawaii Five-O: Cocoon                               | Attorney General  |
| 1972        | Кунг-фу                          | Kung Fu                                             | Master Kan        |
| 1974        | Осуждение: Трибунал тигра Малайи | Judgement: The Court Martial of the Tiger of Malaya | General Yamashita |
| 1976        | Убийца, которая не умирает       | The Killer Who Wouldn’t Die                         | Soong             |

## Награды
- За свой вклад в развитие киноиндустрии Филип получил Звезду на Голливудской Аллее Славы, на Голливудском бульваре, под номером — 6211. Он стал первым азиатским актёром, который получил Звезду.